# HEMI motorok

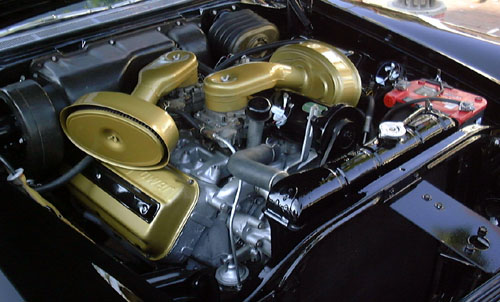
Korai Chrysler HEMI motor egy 1957-es Chrysler 300C-ben

A HEMI félgömb alakú égéstérrel rendelkező motorok gyűjtőneve, ez a név az angol hemispheric – hemiszférikus szó rövidítéséből ered. A HEMI motor tulajdonosa a Chrysler Corporation, melyeket autókban 1949-től kezdve használtak. Az első ilyen motor egy hathengeres erőforrás volt, melyet egy Jaguar-ban használtak, a tervezője Harry Westlake volt, aki repülőgép-motorok tervezése közben szerzett tapasztalatait használta fel. Néhány évvel később, 1951-ben a Chrysler bemutatott egy 180 lóerős, nyolchengeres, 331 köbinch-es (5.4 literes) motort, melyet sok modellben használtak. Az erőforrás sikerein felbuzdulva a cég folytatta a HEMI motorok fejlesztését, melynek eredményeként megjelent a 354-es (1956), és a 392-es (1957) is, majd valamivel később, 1964-ben bemutatkozott az azóta legendássá váló 426-os (7 literes) hajtómű is. Elsősorban versenyre tervezték, és a NASCAR amerikai autóverseny-sorozatban elért sikerei mutatják a motor elképesztő képességeit. Egy évvel később mégis kiadták az utcai változatot 426 street HEMI néven, a teljesítménye pedig 425 lóerő volt.
A HEMI motor érdekessége, hogy a '70-es évek szigorú szabványosítási törvények miatt eltűnő nagy teljesítményű motorok manapság ismét elérhetők a Chrysler és a Dodge egyes modelljeiben.

## A HEMI motorok szerkezete, működése
A hemiszférikus erőforrások különlegessége, hogy a bennük lévő hengerenkénti két szelep egymással szemben, a gyújtógyertya pedig a félgömb tetején helyezkedik el. A félgömb miatt nem lehetséges kettőnél több szelep alkalmazása, hiszen ebben az esetben mind a négy szelep eltérő irányban helyezkedne el, mely miatt gyártásuk rendkívül drága lenne.  Ezért a modern motoroktól eltérően az új gyártású HEMI erőforrásokban ma is csak két szelepet használnak. 
A motor működése teljesen megegyezik egy normál égésterű kétszelepes Otto-motor működésével.

## A HEMI motorok előnyei

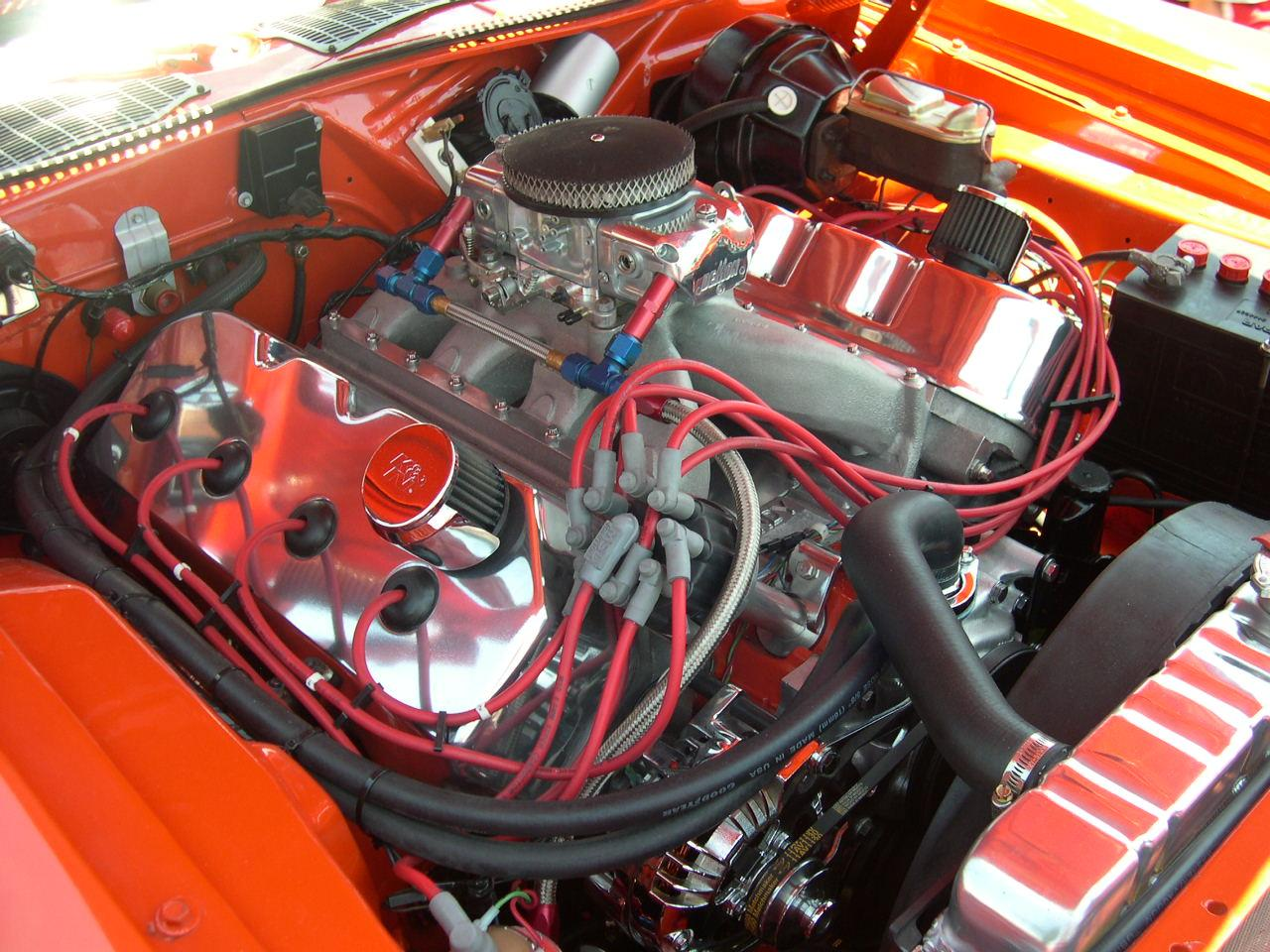
Hemi V8-as motor egy 1971-es Plymouth Barracudában

- A speciális, egymással szemben elhelyezkedő szelepek mérete jóval nagyobb lehet a lapos égésterű motorok egymás mellé helyezett szelepeinél, így a gázcsere gyorsabb lesz.
- Az égés tökéletesebbé válik, tehát a munkafolyamat során a henger égésterébe kerülő összes üzemanyagot felhasználja a motor, mellyel nő a hatásfok.
- Ha a motoron nem alkalmazunk feltöltést, HEMI motorok ebben az esetben is a normál szívómotorokhoz képest nagyobb erővel képesek a levegőt beszívni, vagy a kipufogógázt kinyomni az égéstérből, ennek eredményeképp a motor tényleges teljesítménye magasabb.
- A kialakítás miatt a robbanó gáz terjeszkedése eltérő, jobban koncentrálódik a dugattyúra, mint a klasszikus égéstérnél.
- A henger és a hengerfal hővesztesége kisebb, ez nagyobb nyomás kialakulásához vezet.

## A HEMI motorok hátrányai
- A szelepek száma maximálisan kettő lehet. Ennek hátránya abban mutatkozik meg, hogy négy kisebb szelep használata esetén a motor könnyebben "lélegzik".
- A modern motorokhoz képest magas fogyasztás.
- A hengerűrtartalom – teljesítmény arány némely motornál alacsonyabb, mint egy hasonló Otto-motor-nál.
- A nagyobb égéstér miatt magasabb hőveszteség az égéstérben, és a gyújtószikrának nagyobb utat kell megtennie.

## A HEMI motorok speciális alkalmazásai
Ezeket a motorokat ma is előszeretettel használják az amerikai dragster-ekben a gyorsulási versenyeken. Ezekben a speciális anyagból készült motoralkatrészekkel felszerelt, feltöltéssel és egyedi üzemanyagkeverékkel működő motorokban nem ritkák a 3-4000 lóerős teljesítményűek sem. Ezek a járművek hihetetlen menetképességekkel bírnak:
- A 400 méteres távot általában kevesebb, mint 4 másodperc alatt teszik meg, és körülbelül 35-40 liter üzemanyag elfogyasztása mellett 350-400 km/órás sebességet érnek el.